# Nuku-Hiva
Nuku-Hiva est une commune de la Polynésie française dans l'archipel des Marquises. Le chef-lieu de cette dernière est Taiohae. 

## Géographie
La commune de Nuku-Hiva est composée de l'île de Nuku Hiva et des îles et îlots inhabités de Eiao, Hatutu, Motu One et Motu Iti.
En 2017, la commune compte 2 951 habitants. Elle comprend les communes associées de Hatiheu (352 hab.), Taiohae (2 183 hab.) et Taipivai (416 hab.).

## Démographie
L'évolution du nombre d'habitants est connue à travers les recensements de la population effectués dans la commune depuis 1971. À partir de 2006, les populations légales des communes sont publiées annuellement par l'Insee, mais la loi relative à la démocratie de proximité du 27 février 2002 a, dans ses articles consacrés au recensement de la population, instauré des recensements de la population tous les cinq ans en Nouvelle-Calédonie, en Polynésie française, à Mayotte et dans les îles Wallis-et-Futuna, ce qui n’était pas le cas auparavant. Pour la commune, le premier recensement exhaustif entrant dans le cadre du nouveau dispositif a été réalisé en 2002, les précédents recensements ont eu lieu en 1996, 1988, 1983, 1977 et 1971.
En 2017, la commune comptait 2 951 habitants, en augmentation de 0,51 % par rapport à 2012
| 1971  | 1977  | 1983  | 1988  | 1996  | 2002  | 2007  | 2012  | 2017  |
| ----- | ----- | ----- | ----- | ----- | ----- | ----- | ----- | ----- |
| 1 491 | 1 484 | 1 797 | 2 100 | 2 375 | 2 632 | 2 660 | 2 966 | 2 951 |

| 2022  | - | - | - | - | - | - | - | - |
| ----- | - | - | - | - | - | - | - | - |
| 3 025 | - | - | - | - | - | - | - | - |

## Politique et administration
Le maire actuel, M. Benoît Kautai, a succédé à M. Lucien Kimitete, disparu accidentellement en avion le 23 mai 2002 lors d'une tournée électorale pour les législatives dans l'archipel des Tuamotu.
| Période                                  | Période            | Identité                        | Étiquette                   | Qualité                                                                        |
| ---------------------------------------- | ------------------ | ------------------------------- | --------------------------- | ------------------------------------------------------------------------------ |
| avant 1981                               | mars 1983          | Martin Leau Choy dit Kamake     |                             | Commerçant                                                                     |
| mars 1983                                | avril 1991 (décès) | Edwin Pahuatini (1952-1991)     | Amuitahiraa                 | Réélu en 1989                                                                  |
| 1991                                     | mai 2002 (décès)   | Lucien Roo Kimitete (1952-2002) | Fetia Api                   |                                                                                |
| 2002                                     | En cours           | Benoît Kautai                   | UPLD puis Tapura huiraatira | Président de la CC des îles Marquises (2020 → ) Réélu pour le mandat 2020-2026 |
| Les données manquantes sont à compléter. |                    |                                 |                             |                                                                                |

## Économie

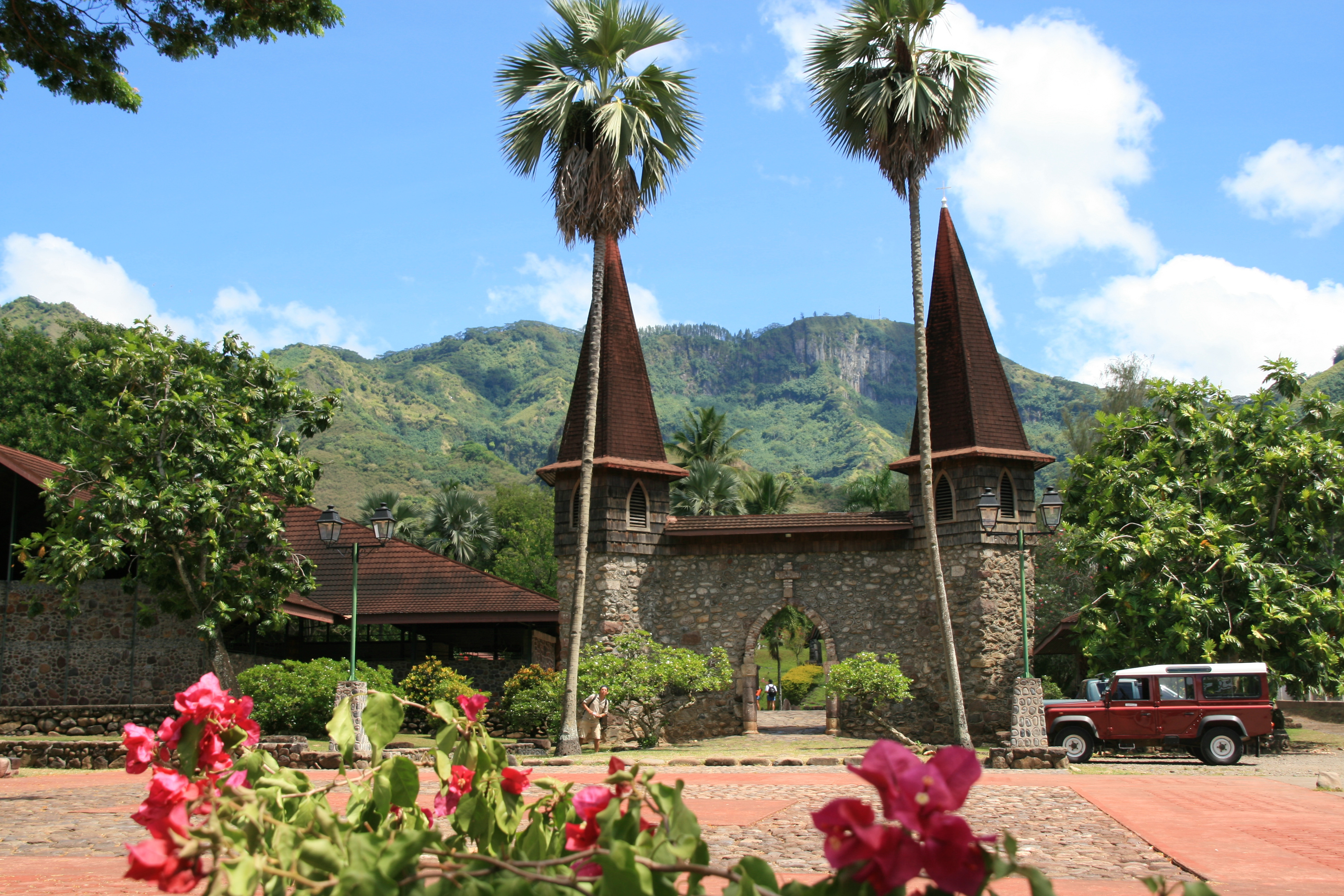
Cathédrale Notre-Dame de Taiohae (ou Notre-Dame des Marquises), dans le village de Taiohae, île de Nuku Hiva, archipel des Marquises, Polynésie française.

## Lieux et monuments
- Cathédrale Notre-Dame de Taiohae.
- Église des Sacrés-Cœurs de Hatiheu.
- Église Sainte-Thérèse-de-l'Enfant-Jésus d'Aakapa.
- Église Saint-Joseph de Taipivai.
- Chapelle du Saint-Cœur-de-Marie de TaipivaiHooumi.